# Montval-sur-Loir
Montval-sur-Loir est une commune française située dans le département de la Sarthe en région Pays de la Loire, peuplée de 5 707 habitants. Elle est créée le 1er octobre 2016 par la fusion de trois communes, sous le régime juridique des communes nouvelles. Les communes de Château-du-Loir, Montabon et Vouvray-sur-Loir deviennent des communes déléguées.
La commune fait partie de la province historique du Maine, et se situe dans le Haut-Maine.

## Géographie
La commune est desservie par la gare SNCF de Château-du-Loir.

### Climat
Pour des articles plus généraux, voir Climat des Pays de la Loire et Climat de la Sarthe.
En 2010, le climat de la commune est de type climat océanique dégradé des plaines du Centre et du Nord, selon une étude du CNRS s'appuyant sur une série de données couvrant la période 1971-2000. En 2020, Météo-France publie une typologie des climats de la France métropolitaine dans laquelle la commune est dans une zone de transition entre le climat océanique et le climat océanique altéré et est dans la région climatique Moyenne vallée de la Loire, caractérisée par une bonne insolation (1 850 h/an) et un été peu pluvieux.
Pour la période 1971-2000, la température annuelle moyenne est de 11,3 °C, avec une amplitude thermique annuelle de 14,6 °C. Le cumul annuel moyen de précipitations est de 709 mm, avec 11,2 jours de précipitations en janvier et 7,2 jours en juillet. Pour la période 1991-2020, la température moyenne annuelle observée sur la station météorologique de Météo-France la plus proche, sur la commune de Saint-Christophe-sur-le-Nais à 10 km à vol d'oiseau, est de 12,1 °C et le cumul annuel moyen de précipitations est de 682,2 mm,. Pour l'avenir, les paramètres climatiques de la commune estimés pour 2050 selon différents scénarios d'émission de gaz à effet de serre sont consultables sur un site dédié publié par Météo-France en novembre 2022.

## Urbanisme

### Typologie
Au 1er janvier 2024, Montval-sur-Loir est catégorisée bourg rural, selon la nouvelle grille communale de densité à sept niveaux définie par l'Insee en 2022.
Elle appartient à l'unité urbaine de Montval-sur-Loir, une agglomération intra-départementale regroupant deux  communes, dont elle est ville-centre,,. Par ailleurs la commune fait partie de l'aire d'attraction de Montval-sur-Loir, dont elle est la commune-centre,. Cette aire, qui regroupe 12 communes, est catégorisée dans les aires de moins de 50 000 habitants,.

## Histoire
La commune nouvelle regroupe les communes de Château-du-Loir, de Montabon et de Vouvray-sur-Loir, qui deviennent des communes déléguées, le 1er octobre 2016. Son chef-lieu se situe à Château-du-Loir.

## Politique et administration

### Liste des maires
| Période      | Période  | Identité       | Étiquette | Qualité |
| ------------ | -------- | -------------- | --------- | --- |
| octobre 2016 | mai 2020 | Béatrice Pavy  | LR        | Conseillère générale puis départementale de la Sarthe (2001-2021), députée (2002-2012), maire de Château-du-Loir (2014-2016), présidente de la communauté de communes |
| mai 2020     | En cours | Hervé Roncière | SE-DVD    | Photographe, président de la communauté de communes depuis 2020 |

### Communes déléguées
| Nom                     | Code Insee | Intercommunalité | Superficie (km2) | Population (dernière pop. légale) | Densité (hab./km2) |
| ----------------------- | ---------- | ---------------- | ---------------- | --------------------------------- | ------------------ |
| Château-du-Loir (siège) | 72071      | CC Loir et Bercé | 11,46            |                                   |                    |
| Montabon                | 72203      | CC Loir et Bercé | 7,48             | 797 (2014)                        | 107                |
| Vouvray-sur-Loir        | 72384      | CC Loir et Bercé | 8,05             | 787 (2014)                        | 98                 |

## Population et société

### Démographie
L'évolution du nombre d'habitants est connue à travers les recensements de la population effectués dans la commune depuis sa création.
En 2022, la commune comptait 5 707 habitants, en évolution de −7,35 % par rapport à 2016 (Sarthe : −0,25 %, France hors Mayotte : +2,11 %).
| 2015  | 2016  | 2017  | 2022  |
| ----- | ----- | ----- | ----- |
| 6 200 | 6 160 | 6 124 | 5 707 |

## Culture locale et patrimoine

### Lieux et monuments
- Rotonde ferroviaire,
- Église Saint-Guingalois de Château-du-Loir,
- Hôtel Maillard